# Ageniaspis bicoloripes
Ageniaspis bicoloripes är en stekelart som först beskrevs av Girault 1915.  Ageniaspis bicoloripes ingår i släktet Ageniaspis och familjen sköldlussteklar. Inga underarter finns listade i Catalogue of Life.